# Яков IV Солунски
Яков (на гръцки: Ιάκωβος) e гръцки православен духовник от XVIII век, митрополит на Вселенската патриаршия.

## Биография
От 1767 до 1780 година е епископ на Йерисос и Света гора. В 1780 година става солунски митрополит.